# Opowieści z meekhańskiego pogranicza

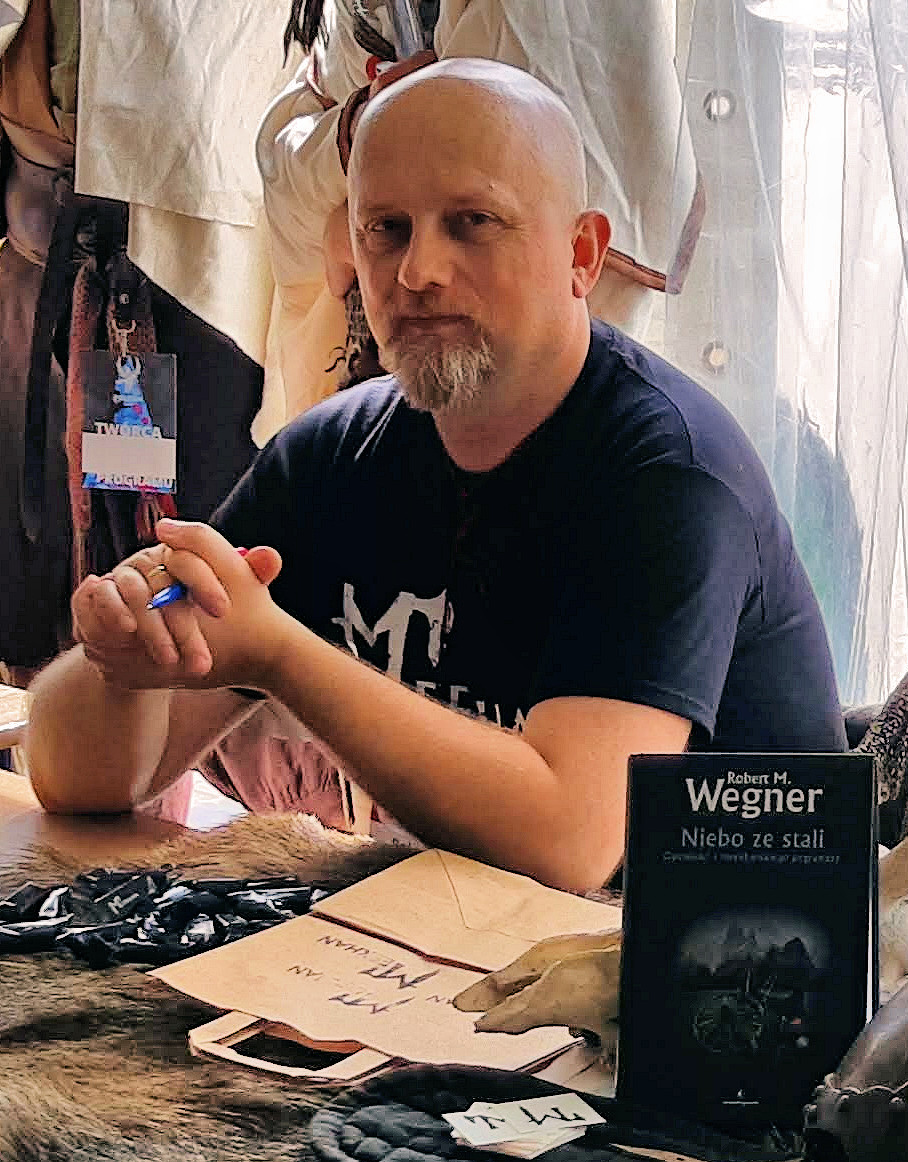
Robert M. Wegner z trzecim tomem serii (2018)

Opowieści z meekhańskiego pogranicza – cykl fantasy, składający się z powieści i zbiorów opowiadań, napisanych przez Roberta M. Wegnera. Wszystkie książki ukazały się nakładem wydawnictwa Powergraph.

## Książki w serii
| Numer w serii | Tytuł                                                        | nr ISBN                | Data wydania | Długość    |
| ------------- | ------------------------------------------------------------ | ---------------------- | ------------ | ---------- |
| 1             | Opowieści z meekhańskiego pogranicza. Północ–Południe        | ISBN 978-83-61187-44-8 | 2009         | 571 stron  |
| 2             | Opowieści z meekhańskiego pogranicza. Wschód–Zachód          | ISBN 978-83-61187-45-5 | 2010         | 688 stron  |
| 3             | Niebo ze stali. Opowieści z meekhańskiego pogranicza         | ISBN 978-83-61187-41-7 | 2012         | 624 strony |
| 4             | Pamięć wszystkich słów. Opowieści z meekhańskiego pogranicza | ISBN 978-83-64384-25-7 | 2015         | 702 strony |
| 5             | Każde martwe marzenie. Opowieści z meekhańskiego pogranicza  | ISBN 978-83-64384-86-8 | 2018         | 744 strony |

Opowiadaniem spoza serii, ale promującym pierwszy tom było Każdy dostanie swoją kozę, opublikowane w magazynie Science Fiction Fantasy & Horror, a w 2015 udostępnione przez wydawcę w formie elektronicznej. Jego akcja rozgrywa się między drugim i trzecim opowiadaniem z pierwszego tomu. Drugim opowiadaniem związanym z serią jest Jeszcze może załopotać, które ukazało się w 2019 roku jako tekst promocyjny z okazji Polconu 2019, udostępnione przez wydawcę w formie elektronicznej. Jego akcja rozgrywa się 30 lat przed wydarzeniami z cyklu Opowieści z meekhańskiego pogranicza.
Szósta część serii ma się nazywać Dusza pokryta bliznami. Opowieści z meekhańskiego pogranicza

## Nagrody
Opowieści z meekhańskiego pogranicza zostały pięciokrotnie nagrodzone Nagrodą im. Janusza A. Zajdla: za opowiadanie Wszyscy jesteśmy Meekhańczykami zamieszczone w zbiorze Opowieści z meekhańskiego pogranicza. Północ–Południe, w 2013 r. otrzymał nagrody dla najlepszego opowiadania za utwór Jeszcze jeden bohater oraz najlepszej powieści za Niebo ze stali, w 2016 zdobył tę nagrodę za powieść Pamięć wszystkich słów. Opowieści z meekhańskiego pogranicza oraz w 2019 za Każde martwe marzenie. Opowieści z meekhańskiego pogranicza.
Opowiadanie Najlepsze, jakie można kupić, zamieszczone w zbiorze Opowieści z meekhańskiego pogranicza. Wschód–Zachód zdobyła nagrodę Sfinksa za rok 2010. Tak samo powieść Niebo ze stali, która została uhonorowana Sfinksem dla najlepszej polskiej powieści 2012 roku.
Powieść Niebo ze stali zdobyła Srebrne Wyróżnienie, przyznane przez Jury Nagrody Literackiej im. Jerzego Żuławskiego w roku 2013 a powieść Pamięć wszystkich słów zdobyła tę nagrodę w roku 2016. Po raz trzeci Srebrnym Wyróżnieniem Robert M. Wegner został uhonorowany w 2019 roku za Każde martwe marzenie. Opowieści z meekhańskiego pogranicza.
Mir Fantastiki ogłosił pierwszy tom serii Książką Roku Fantasy w Rosji. Pamięć wszystkich słów. Opowieści z meekhańskego pogranicza zdobyła w Rosji tytuł Książki Roku 2018 według FantLab.ru w kat. Najlepsza Powieść Zagraniczna.

## Tłumaczenia
Książki z cyklu zostały przetłumaczone na języki: czeski, ukraiński oraz rosyjski, a opowiadanie Każdy dostanie swoją kozę na litewski.

## Audiobooki
Wszystkie tomy serii Opowieści z meekhańskiego pogranicza zostały wydane również w formie audiobooków, dostępne w serwisie Storytel. W grudniu 2019 roku również opowiadanie Jeszcze może załopotać zostało nagrane i wydane przez Storytel. Czyta Filip Kosior. 